# Maczki
Maczki – wschodnia, niewielka i otoczona zewsząd lasami dzielnica Sosnowca, na skraju Wyżyny Krakowsko-Częstochowskiej, posiadająca głębokie tradycje kolejarskie a wynikające z historycznie strategicznego położenia na mapie Europy, na granicy dwóch zaborów (końcowa stacja Granica Kolei Warszawsko-Wiedeńskiej). Maczki określane są jako „zielone płuca Sosnowca”.
Maczki graniczą od północy z Ostrowami Górniczymi, od wschodu ze Sławkowem, od południa z Jaworznem a od zachodu z dzielnicą Juliusz.
Dzielnica poprzecinana torowiskami kolejowymi, rzadko już używanymi, w tym Kolei Warszawsko-Wiedeńskiej (1848 r.) oraz łączącą się z nią tutaj odnogą Kolei Iwangorodzko-Dąbrowskiej (1887 r.), na których istniejąca tutaj stacja Granica (właściwie dwie odrębne, połączone zadaszonym przejściem) była ostatnią przed wjazdem do zaboru austriackiego, co ówcześnie nadawało zawsze gotowej na przyjęcie carskiej rodziny miejscowości niezwykle ważny wymiar. Południowym skrajem przepływa rzeka Biała Przemsza.
Na początku XIX w. zbudowano leśniczówkę (ul. Spacerowa 4), obecnie Leśnictwo Maczki obejmuje obszar ok. 1000 ha i podlega Nadleśnictwu Siewierz. 

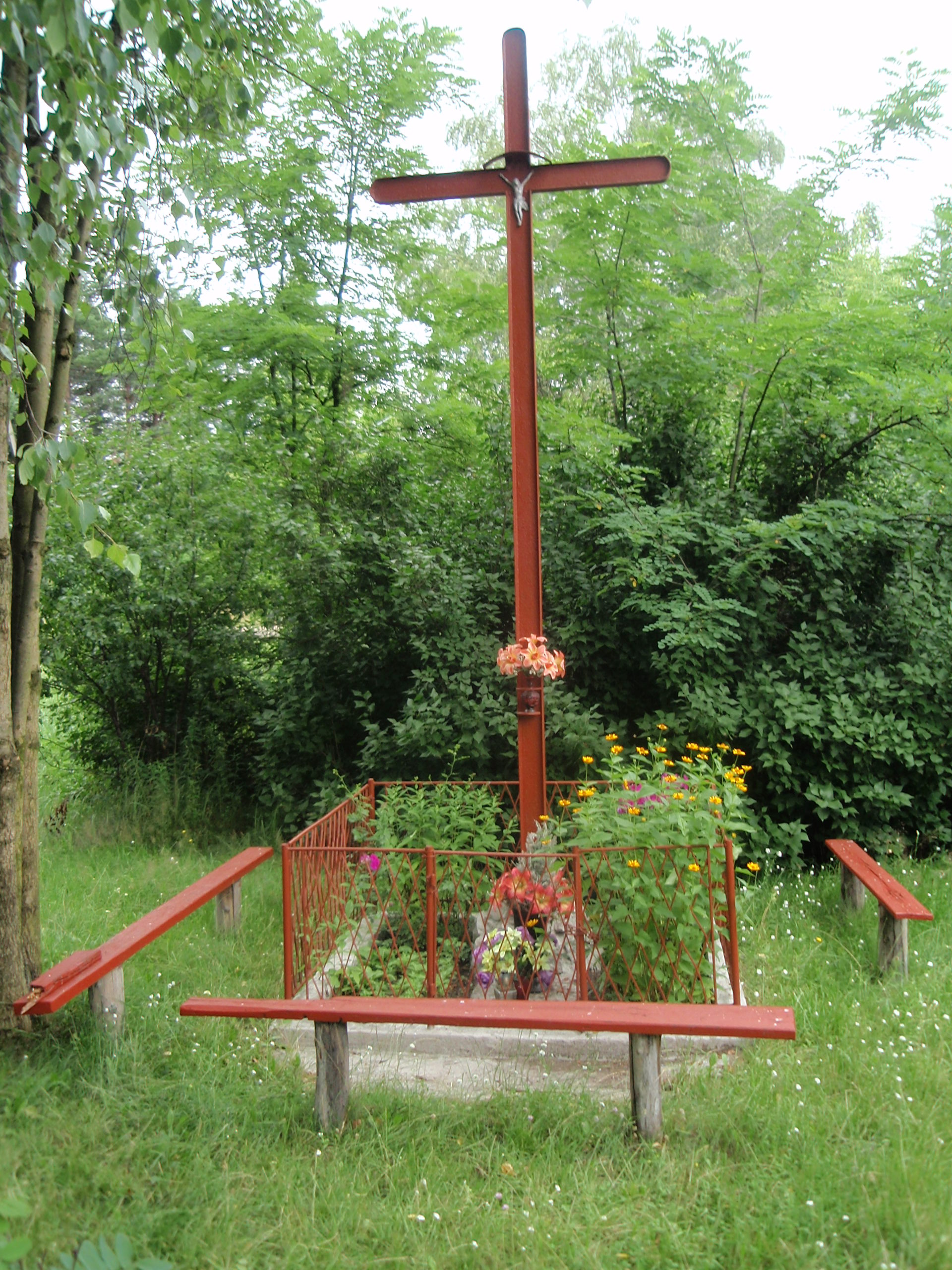
Krzyż w Starych Maczkach

## Nazwa
Maczki, osada kolejowa o historycznej nazwie Granica, powstała w połowie XIX wieku. Dziś dzielnica miasta Sosnowca. Pierwsza nazwa osady – Macki – pochodzi od osiadłej tutaj w XVIII w. rodziny Macków. Po 1918 r. przestaje obowiązywać dotychczasowa nazwa osady; przejściowo używa się nazwy Uroczysko, a od 1925 r. obowiązuje nazwa Maczki. 

## Historia Maczek
W XVIII wieku miejscowość ta znana już była jako przysiółek Macki. Historycznie był to przysiółek należący do wsi biskupiej Porąbka (klucz sławkowski), choć oddalony od niej dość znacznie i początkowo odgrodzony kompleksem leśnym dawnej Puszczy Pakoszyckiej. Nazwa przysiółka według opisu najstarszych mieszkańców pochodziła od rodziny Macków, którzy w XVIII w. osadzili się na terenie dóbr biskupich. Rodziny te żyły głównie z wyrębu lasów, prowadząc niewielkie gospodarstwa domowe.
Osiedle Maczki zawdzięcza swoje istnienie pierwszej w Królestwie Polskim kolei o nazwie Droga Żelazna Warszawsko-Wiedeńska. Jak sama nazwa wskazuje, przebiegała tu granica wzdłuż rzeki Biała Przemsza pomiędzy zaborami rosyjskim i austriackim. Był to największy węzeł graniczny imperium Romanowów. Rozwój gospodarczy na przełomie XIX i XX wieku zmienił w dużej mierze wygląd ówczesnej osady kolejowej Granica, lecz w większości zachowało się budownictwo z XIX wieku. 
W latach 1954–1957 wieś była siedzibą władz gromady Maczki. 1 stycznia 1958 r. gromadę zlikwidowano i zmieniono jej status na osiedle. 1 stycznia 1973 r. osiedle włączono do miasta Kazimierz Górniczy, a w 1975 r. do Sosnowca. Od 2012 r. w obrębie Maczek istnieje własna jednostka pomocnicza gminy – Dzielnica „Maczki”.

## Edukacja
W dzielnicy mieszczą się: 
- Przedszkole Miejskie nr 36,
- Szkoła Podstawowa nr 37 im. Henryka Sienkiewicza,
- Wcześniej również Gimnazjum nr 4 im. Tadeusza Kościuszki,

wchodzące w skład Zespołu Szkół Ogólnokształcących nr 11 w Sosnowcu. 

## Instytucja wyznaniowa
Kościół parafii p.w. Świętych Apostołów Piotra i Pawła wybudowany został w stylu neogotyckim według projektu inż. Artura Goebla i wzniesiony u schyłku XIX wieku. Powstał on z inicjatywy mieszkańców Granicy. Święto patronalne (odpust parafialny): 29 czerwca – św. Apostołów Piotra i Pawła.
W Starych Maczkach znajduje się cmentarz, założony w 1907 r.

## Zabytki

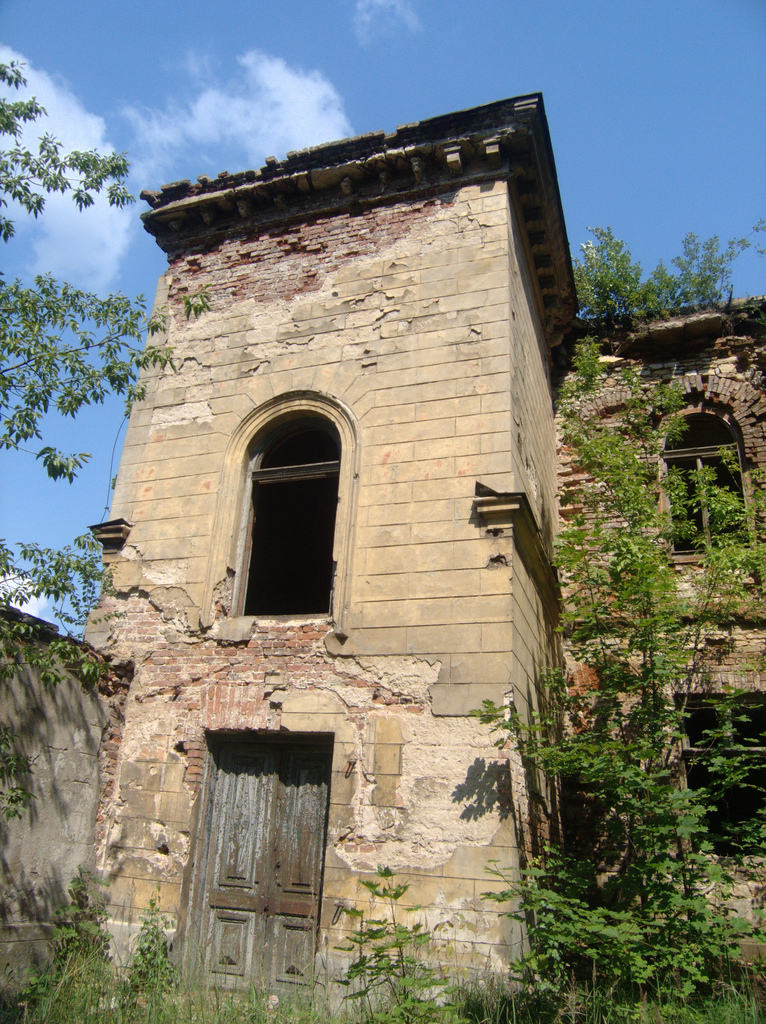
Komora Celna

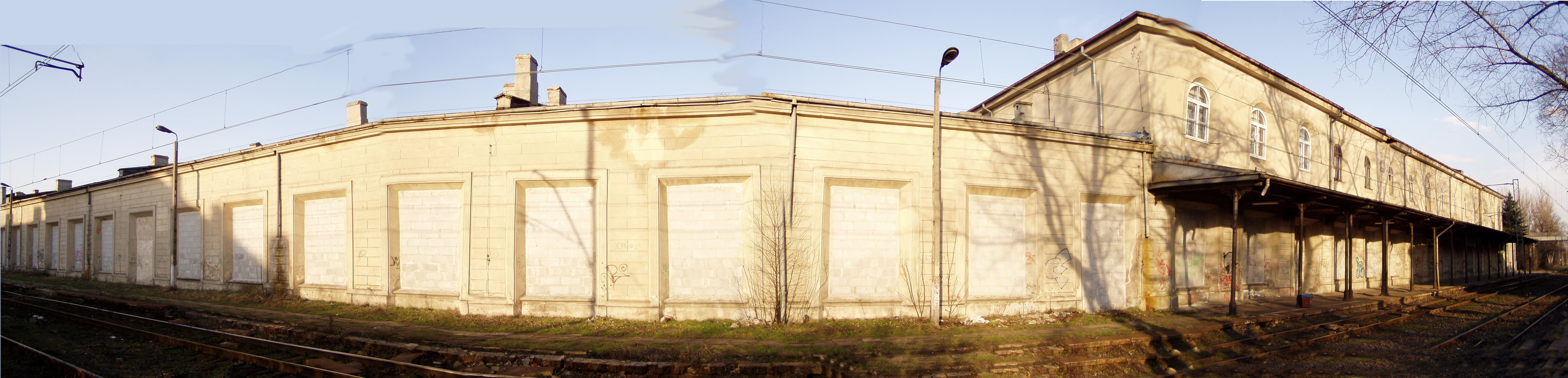
Dworzec kolejowy w Maczkach

- Dworzec kolejowy w Maczkach zbudowany w neorenesansowym stylu według projektu Teofila Schullera, ucznia Henryka Marconiego z 1848 r.[9]
- Most kolejowy nad Białą Przemszą z 1848 r.[10]
- Komora celna z 1848 r. (rozebrana w 2013 r.)
- Kaplica rzymskokatolicka z 1857 r.
- Wieża ciśnień z 1880 r.
- Kościół rzymskokatolicki zbudowany według projektu inżyniera Artura Goebla z 1892 r.
- Cały kompleks budynków mieszkalnych zbudowanych dla pracowników Kolei Warszawsko-Wiedeńskiej pod koniec XIX wieku
- Plebania wybudowana w latach 1897–1900
- Cmentarz – z początku był cmentarzem prawosławnym, jednak po pewnym czasie staraniem władz kościelnych na początku XX wieku przeszedł pod zarząd kościoła rzymskokatolickiego, a jego poświęcenia dokonuje ks. Józef Niewiarowski w dniu 19 lipca 1907 r.
- Pomnik Tadeusza Kościuszki w parku

## Ludzie związani z Maczkami
- Mateusz Bochenek – w latach 2018–2019 przewodniczący rady miejskiej Sosnowca, poseł na Sejm IX i X kadencji

## Szlaki przechodzące przez dzielnicę Maczki
- Szlak Pustynny (odcinek południowy) – Sosnowiec Maczki – Olkusz[11]
- Szlak 25-lecia PTTK
- Szlak Metalurgów
- – Via Regia – Droga św. Jakuba w Małopolsce Zachodniej od Krakowa po Piekar Śląskich
- – Szlak rowerowy nr 470 miasta Jaworzno

## Ulice w Maczkach
- Kolonia Cieśle
- Kolonia Wągródka
- Krakowska
- Skwerowa
- Spacerowa
- Stacyjna
- Kapturka
- Stare Maczki
- Wincentego Kadłubka
- Wodociągi

## Ważne instytucje działające w Maczkach
- Miejski Klub Maczki (ul. Krakowska 26)
- Filia nr 13 Miejskiej Biblioteki Publicznej im. Gustawa Daniłowskiego w Sosnowcu (mieszcząca się w budynku Klubu Maczki)
- Ochotnicza Straż Pożarna w Sosnowcu-Cieślach
- Górnośląskie Przedsiębiorstwo Wodociągów S.A. w Katowicach - Stacja uzdatniania wody w Maczkach